# Höhefeld
Höhefeld ist eine Ortschaft der Großen Kreisstadt Wertheim im baden-württembergischen Main-Tauber-Kreis im Regierungsbezirk Stuttgart.

## Geographie

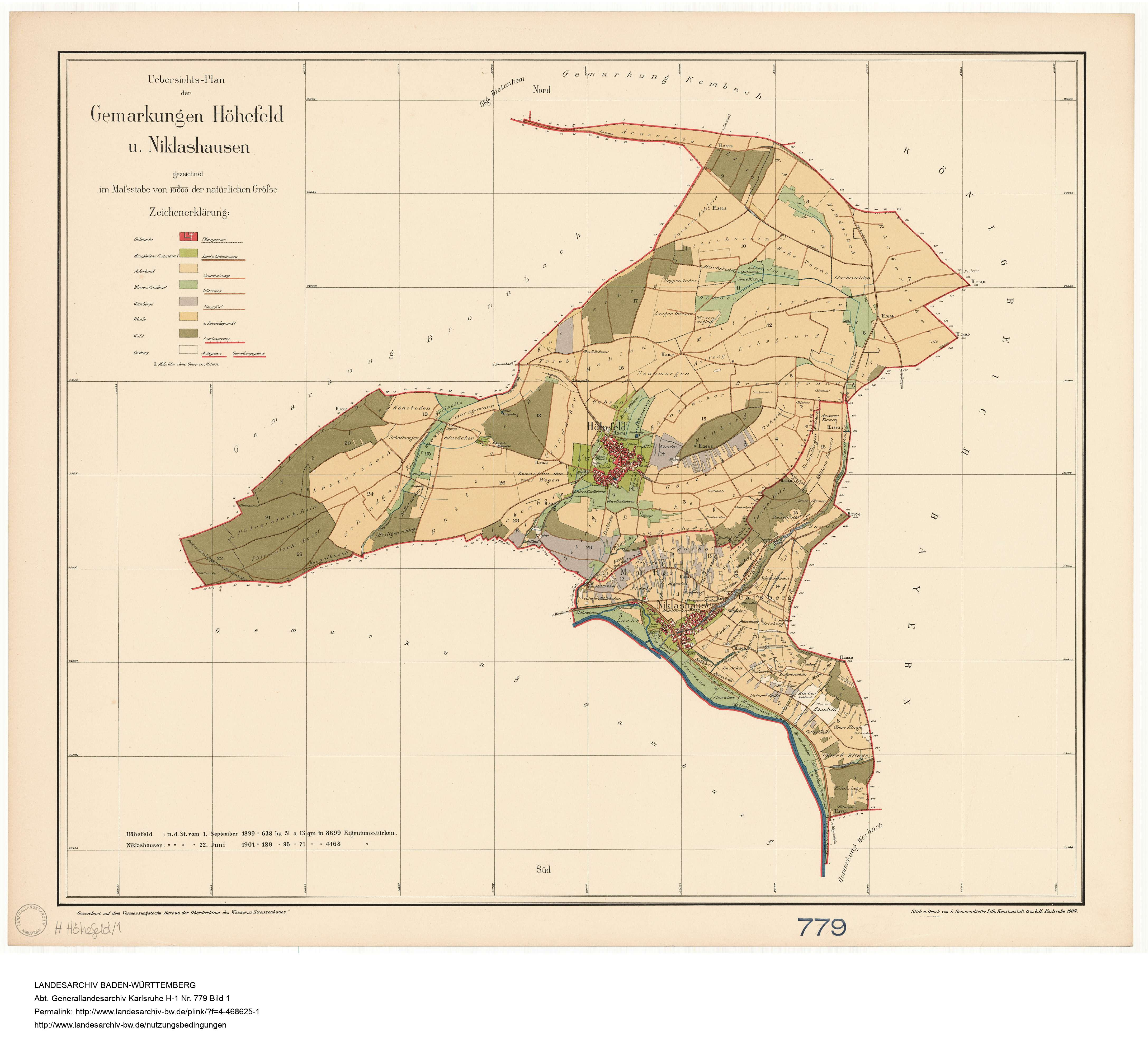
Die Gemarkungen von Höhefeld und Niklashausen (im Südosten), getrennt durch roten Strich, 1904

### Geographische Lage
Höhefeld liegt 315 m ü. NHN an der Kreisstraße 2822. Auf der Gemarkung der ehemaligen Gemeinde Höhefeld liegen das Dorf Höhefeld (⊙), der Weiler Klosterhöhe (⊙) als Streusiedlung sowie die Höfe Mittelhof (⊙) und Wagenbuch (⊙).

### Nachbargemarkungen
Nachbargemarkungen im Uhrzeigersinn im Norden beginnend sind Kembach, Neubrunn, Böttigheim, Niklashausen, Gamburg, Reicholzheim, Urphar und Dietenhan.

### Gewässer
Durch den Ort fließt die nördlich des Ortes entspringende Höhefelder Klinge. Auf dem Gemarkungsgebiet entspringen außerdem der Riedgraben im Osten, der Katzengraben im Süden, der Hahnenbergle Graben im Norden und der Brunnenbach im Westen. Diese Bäche münden in den südlichen und westlichen Nachbargemarkungen von rechts in die Tauber.

## Geschichte
Höhefeld war eine eigenständige Gemeinde im Main-Tauber-Kreis bis zur Eingemeindung nach Wertheim am 1. Januar 1975. Am 31. Dezember 2022 hatte Höhefeld 423 Einwohner.

## Religion
Höhefeld ist protestantisch geprägt. Die evangelische Kirchengemeinde gehört zum Evangelischen Kirchenbezirk Wertheim. Die hier lebenden Katholiken gehören zur Pfarrgemeinde Gamburg (Dekanat Tauberbischofsheim).

## Politik
Der Ortschaftsrat Höhefeld besteht aus dem Ortsvorsteher Christian Stemmler und drei Mitgliedern des Ausschusses.

## Kultur und Sehenswürdigkeiten

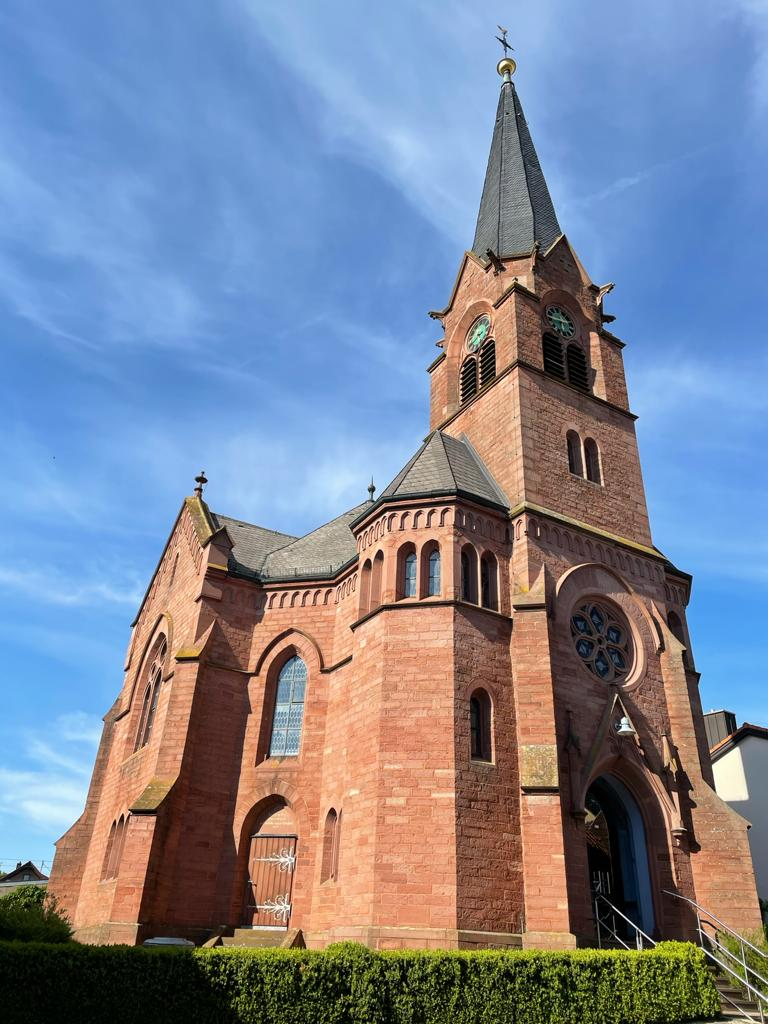
Evangelische Kirche Höhefeld